# Pompás fregattmadár
A pompás fregattmadár (Fregata magnificens) a madarak (Aves) osztályának a szulaalakúak (Suliformes) rendjébe, ezen belül a fregattmadárfélék (Fregatidae) családjába tartozó faj.
Antigua és Barbuda nemzeti madara.

## Rendszerezése
A fajt Gregory Mathews német természettudós írta le 1914-ben, Fregata minor magnificens néven.

## Előfordulása
Amerika trópusi és szubtrópusi vidékein él, az Atlanti-óceán felőli részen a  Florida környéki szigetek és a Karib-szigetek területén. Az Atlanti-óceánon költ ezeken kívül a Zöld-foki szigeteken is. A Csendes-óceáni részen Mexikó és  Peru között, valamint a Galapagos-szigeteken is megtalálható. Természetes élőhelyei a parti vizek, korallzátonyok és a nyílt óceán.

## Megjelenése
Testhossza 114 centiméter, a szárnyfesztávolsága 217-244 centiméter, tömege 1200-1587 gramm.
A hímnek vörös torokzacskója van, felfújva nagysága elérheti az emberfej nagyságát is. Erős, kampós csőre van.
|  |

## Életmódja
Igazi rablómadár, tökéletes repülőképességével üldözi a tengeri madarakat amíg az ki nem öklendezi táplálékát, kirabolja a fészkeket is. A teknős ivadékai és a repülőhalak sincsenek biztonságban tőlük.

## Szaporodása
Bokrokon, fákon telepesen fészkelnek. Fészekalja 1 tojásból áll, melyen 45-50 napig költ.
|  |  |  |

## Természetvédelmi helyzete
Az elterjedési területe rendkívül nagy, egyedszáma is nagy, de csökken. A Természetvédelmi Világszövetség Vörös listáján nem fenyegetett fajként szerepel.